# 古川輝明
古川輝明（5月17日 - ）は大阪府出身の俳優、タレント、である。日本放映プロ株式会社に所属。

## 人物
- 血液型・A型。身長・168cm、体重・60kg。
- 特技は料理。
- 1985年より芸能活動開始。

## 主な作品

### ドラマ
- 経世済民の男(NHK|2015年)
- たったひとりの反乱(NHK|2008年)

### CM
- みすずコーポレーション
- ほっともっと
- 日本盛
- ワンダックス
- JJ
- 日清
- JR西日本
- 日商エステム

### 舞台
- いつか観た映画のように(2016年)
- 忘れられないクリスマス(2012年)
- いつも隣で(2011年)
- 『この指とまれ』を聞きながら(2010年)
- 不思議でたまらない(2009年)
- 私のクローバーおじさん(2008年)
- 記憶は時空（そら）を超えて(2007年・2015年)
- 空と大地とボクとキミ(2006年)
- ぼくの道(2005年)
- 恋文(2004年・2013年)
- みんなの声がきこえる(2003年・2008年）
- 太陽が笑ってる(2002年)
- サンタがバスでやってきた(2001年・2007年)
- 忘れかけてた贈りもの(2000年・2006年・2014年)

### モデル
- 小林豊子きもの学院
- あべのハルカス近鉄百貨店

### Web
- 蜃気楼の犬(2016年)[1]